# Jiong (Xia)
Jiong (chiń. 扃) – 12. władca Chin z dynastii Xia, panujący w latach 1921–1901 p.n.e.